# Ciklično jedinjenje
U hemiji, ciklično jedinjenje je jedinjenje u kome je serija atoma povezana da formira petlju ili prsten. Dok je velika većina cikličnih jedinjenja organska, postoji i mali broj neorganskih supstanci koje formiraju ciklična jedinjenja, među njima su sumpor, silani, fosfani, fosforna kiselina, i triborna kiselina. Ciklična jedinjenja mogu, a ne moraju da budu aromatična. Benzen je tipično aromatično ciklično jedinjenje. Termin „policikličan“ se koristi kad više od jednog prstena formira molekul, na primer naftalin, dok se termin makrociklus koristi za prsten sa više od desetak atoma.
- Cikloheptan, nearomatično ciklično jedinjenje.
- Benzen, ciklično jedinjenje.
- Naftalen, policiklično jedinjenje.
- Porfirin, makrociklično jedinjenje.
- Pentazol, neorgansko ciklično jedinjenje.

## Spoljašnje veze
- Polycyclic+Compounds на 
- Macrocyclic+Compounds на 